# Apple IIc Plus
Apple IIc Plus是Apple II系列第六款，也是最后一款机型。型号中的"Plus"代表其较Apple IIc增加了一些功能，例如更大的存储容量(以3.5英寸内置软驱替代原有的5.25英寸软驱)、更快的处理速度及系统贳件统一标准化。值得注意的一个信息是Apple IIc Plus几乎没有采用任何为Apple II系列开发的新技术，而只有将一些周边整合进传统Apple IIc的设计之中。该设计被接受16位Apple IIGS改进的用户批评。

## 历史
Apple IIc Plus于1988年9月16日在旧金山的AppleFest会议上发表，发表时受到的关注少于四年前的Apple IIc。尽管被某杂志描述成「更快并拥有3½软驱的IIc」，某些用户对其感到失望。许多IIc用户已拥有足够的附加装置可使他们的IIc拥有与IIc+几乎一样的功能。
在其正式推出前，即有传言称其将是个缩小、无插槽版本的Apple IIGS。苹果公司员工John Arkley－亦是Apple IIc开发人员之一－曾设计一粗浅的缩小版Apple IIGS主板之计戒并曾请求管理层执行该计划，但该计划被否决。
当计划正式开始时，其原始计划只是要将IIc原有的5.25英寸软驱替换为3.5英寸软驱。因此其他功能皆是计划进行中才加上去的。有人相信Apple IIc Plus的设计及其存在是受到Laser 128－第三方厂商制造之Apple IIc兼容机的影啁。Apple IIc Plus的设计与稍早于其推出的Laser 128EX/2非常相似并不是巧合。由于能完全兼容，Apple IIc Plus基本取代了Apple IIc。
Apple IIc Plus在开发期间曾使用下列代号： Raisin, Pizza, Adam Ant.

## 新功能综观
三个主要新功能
Apple IIc Plus最主要提供了3项新功能。第一个也是最明显的即是将5¼英寸软驱替换为3½英寸软驱。除了提供近乎原来6倍的存储容量(800 KB)，该驱动器亦提供更快的搜寻时间(快3倍)及按钮控制的马达退片装置。为了应付增加的数据流量，主板上应用了新设计的芯片电路－MIG(Magic Interface Glue之简称)，并附有专用的2 KB 静态内存缓冲(MIG芯片是3项新功能中唯一的新技术)。第二项最重要的改进是较快的65C02处理器－以4 MHz运行。实际上是应用了第三方厂商Zip开发的Apple II加速器－Zip Chip，然而苹果工程师此次采用将芯片分离至核心元件并整合在主板上而不是整合在单一"高"芯片上的方法。值得注意的是CPU加速器几乎是在上市前最后一刻才加入的功能，这使得为3.5英寸软驱设计的特殊电路变得多馀，因为机器已有足够迟度处理增加的数据流量，然而该电路仍被保留并应用。其默认运行速度是4 MHz，但在冷或暖开机时按住ESC键可禁用加速功能使其以1 MHz运行—这对于基于时脉的旧软件，特别是游戏是必需的。第三项主要改进是将电源供应器整合至机体内－这是来自Sony的设计灵感 (取代了以往「绳绑砖」的设计)。

### 新的外观及微小的改变

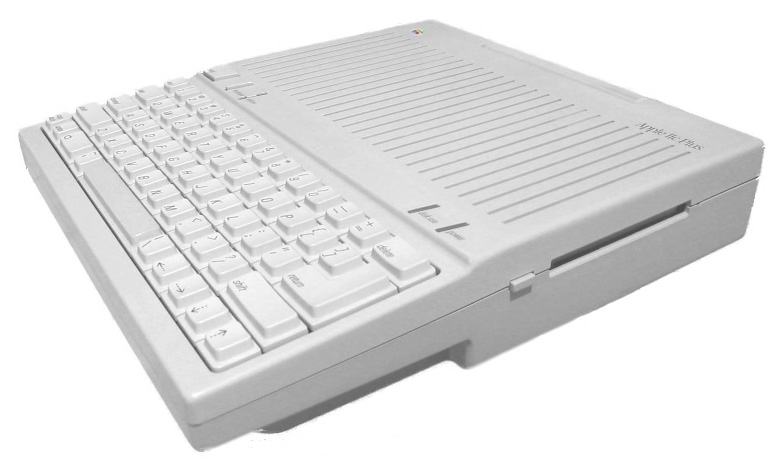
在其右侧是3½软驱口。

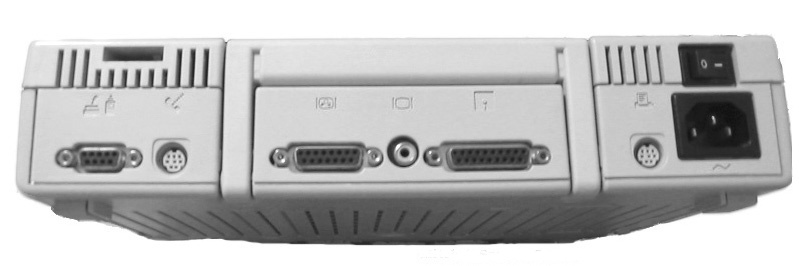
后扩充埠。注意标准的交流电连接口及较小的mini DIN-8序列埠。

外观更改亦是相当明显的。键盘布局与形式与Apple IIGS及麦金塔相同，包含一放大的"Return"键及更新过的修改键(Open and Solid Apple更改为"Command"及"Option")。在键盘上方，罕用的"40/80"列切换开关被换成音量调整滑钮(左侧的音量调整开关移除。另外为了节省成本，外接耳机口亦被移除)。机箱与键盘改为"白金"色，使两者近乎合为一体。机体则较原来的IIc轻半磅，重7磅(3.2公斤)。
在机体后方最明显的更改是新的3针交流电接口及电源开关(该位置原有电压切换开关)。在左方则有一Apple安全埠，另外序列埠亦由DIN-5更改为mini DIN-8，但输出信号仍然相同。所有Apple IIc内置周边及连接埠－除了软驱连接埠外皆保留下来。原来的IIc只支持一台外接5.25英寸软驱(后期机种支持UniDisk 3.5等"智慧"装置)，而Apple IIc Plus保留了向前兼容并新增对Apple IIGS及麦金塔用3.5英寸软驱支持及两组5.25英寸软驱支持。
在内部，主板上有一内置调制解调器连接埠，但从未有相关产品推出。后期IIc上的内存扩充槽被保留，但与设计给旧型机种的内存卡不兼容。ROM固件(标示为版本5，跟随在IIc最后一版之后)的大小与前一版相同，内存大小也相同。这表示该型机销售时只有128 KB内存。
被批评的设计
最被严厉批评的设计之一(包含收藏家亦如此批评)是缺乏内置5.25英寸软驱。由于大部份8位Apple II软件皆出在5.25英寸软盘上，若不安装外接5.25英寸软驱，Apple IIc Plus的实用性将严重受限。
另一个备受批评的更改是移除了变压器。尽管这使得IIc Plus更符合"一体"设计，其负面影响是无法以电池驱动主机。这也使得IIc系列原本的便携概念被动摇，如同"生根"成为一般桌机。被移除的外接耳机口亦是用户希望保留的功能之一。

## 技术资讯

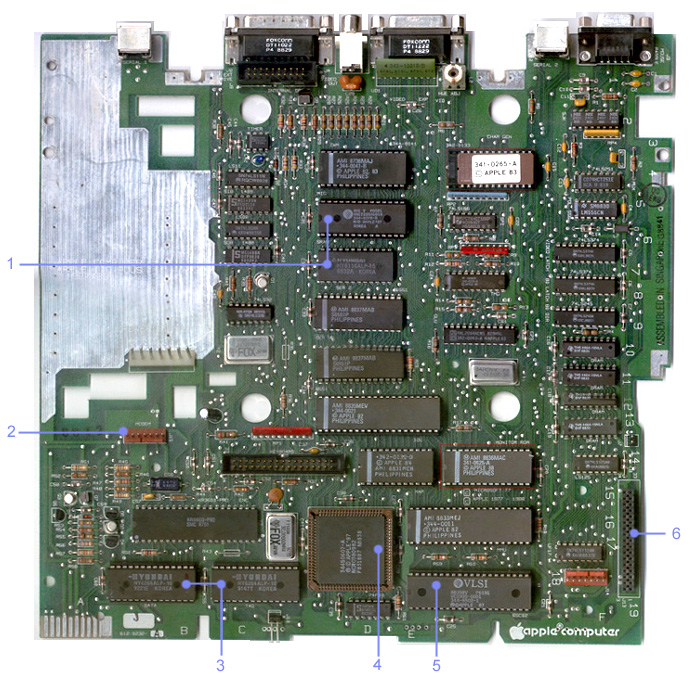
IIc Plus主板。平常不能直接看见。注意MIG及其2 KB SRAM (1)、内置调制解调器连接器(2)、双8 KB CPU快取(3)、ASIC加速器 (4)、 4 MHz 65C02 (5)及内存扩充连接槽。 (6)

微处理器
- 65C02以1 MHz或4 MHz运行 (用户可调)
- 8 KB SRAM快取(16 KB物理快取，其中8 KB 给 TAG/DATA)
- 8位数据总线

内存
- 128 KB 内置内存
- 32 KB 内置ROM
- 可扩充至1.125 MB内存

视频
- 40及80列文字及24行¹
- 低分辨率: 40×48 (16色)
- 高分辨率High-Resolution: 280×192 (6色) *
- 双低分辨率: 80×48 (16色)
- 双高分辨率: 560×192 (16色) *

*实际上受限于像素位置限制，彩色模式只有140×192
¹文字可与图像模式混合，取代底部8或32行。
音频
- 内置喇叭; 1位调整
- 可调音量(手动滑动开关)

内置存储装置
- 内置3.5英寸软驱
- 800 KB，双面
- 自动退盘

内置连接槽
- IIc Plus内存扩充槽(34针)
- 内置调制解调器

特制芯片控制器
- 软驱IWM (Integrated Wozniak Machine)
- MIG (Magic Interface Glue) with 2 KB SRAM, for "dumb" 3.5 drive support
- 双6551 ACIA芯片针对序列I/O

外部链接埠
- 摇杆/鼠标 (DE-9)
- 打印机, 序列埠-1 (mini DIN-8)
- 调制解调器, 序列埠-2 (mini DIN-8)
- 视频扩充埠 (D-15)
- 软驱SmartPort (D-19)
- NTSC复合视频输出(RCA端子)

## 注意事项
无更新版本
Apple IIc Plus的生命周期相对较短，它只生产了两年(在1990年11月正式终止生产)。在这段期间没有任何更新或修改，也没有新版固件，尽管实际上它有些明显缺陷－如无法辨识单面400KB的磁盘。唯一的ROM版本号是5，接续于Apple IIc之后。
无国际版本
此外，Apple IIc Plus亦没有国际版本，因此其键盘只有美式英文字母，切换开关只能切换QWERTY或德沃夏克键盘布局。因此，Apple IIc Plus只在美国贩售，即使是加拿大的经销商亦未被授权贩售Apple IIc Plus。

## 终结
尽管并非计划好的事，但Apple IIc Plus最终成为Apple II系列的最后一款机型。其实早在1988年Apple IIc Plus推出时即可被视为Apple II系列产品线终结的信号，或至少是要采取某种动作的提示。在推出IIc Plus时，苹果公司的管理层即表示Apple IIGS已不再是公司首要的重点，但留一条后路给它，万一继续发展Apple II才是唯一解。这实际上暗示了Apple II产品线尽管有其潜力和来自公司的承诺，已不再被苹果总部重视。自此开始，Apple II在被榨取最后利用价值的同时亦被终止演进，使其无法与麦金塔－苹果的新发展重点－竟争。
另一个证明是在近乎"跛鸭"的Apple IIc Plus推出后一年只有一个针对Apple IIGS的微小修改推出(主要是增加内存及更新固件)，而没有针对Apple IIc Plus的硬件修改。新版Apple II(以新版IIGS的名义)的原型机被推迟并最终取消，反映了公司对Apple II的态度。最终结果即是使其在缺乏支持与开发的情况下黯然下台。
Template:Timeline of Apple II Family